# Harukichi Shimoi
Harukichi Shimoi (下位春吉?, Shimoi Harukichi; Fukuoka, 20 ottobre 1883 – 1º dicembre 1954) è stato un poeta e scrittore giapponese.

## Biografia
Nacque il 20 ottobre 1883, come quarto figlio di Kikuzō Inoue (井上喜久藏?), un shizoku della prefettura di Fukuoka. Il suo nome all'epoca era Harukichi Inoue. Dopo essersi diplomato alla Scuola media Tōchiku (東筑中學校?), lui e la sua famiglia si trasferirono a Tokyo, dove entrò nel dipartimento di inglese della Scuola normale superiore di Tokyo nel 1907. Nello stesso anno, fu adottato da Kasuke Shimoi (下位嘉助?), e cambiò il suo cognome in Shimoi dopo aver sposato sua figlia, Tomishi Shimoi (下位富志?). Studiò sotto il poeta Bansui Doi (土井晩翠?), e nel 1911 fondò il club di conferenze Ōtsuka (大塚講話會?), che divenne famoso per le sue recite di fiabe. Le sue opere rappresentative includono Gonzamushi e Come raccontare una storia, che fu pubblicato nel 1917 come libro tecnico. Mentre insegnava in una scuola media femminile e in una scuola normale superiore femminile, studiò anche al dipartimento italiano dell'Università degli Studi esteri di Tokyo, dove imparò l'italiano.
Dopo gli studi effettuati in patria, durante i quali incontrò e venne influenzato da Bin Ueda, Shimoi si trasferì in Italia per studiare Dante, per poi divenire docente di giapponese presso l'Istituto Universitario Orientale di Napoli nel 1915. Attraverso Gherardo Marone, il caporedattore della rivista letteraria La Diana, ha interagito con intellettuali come Benedetto Croce. Ha anche contribuito allo scambio culturale traducendo in italiano il kyōgen di cui era coautore con Gherardo Marone e facendo conoscere poeti giapponesi come Tekkan Yosano (與謝野鐵幹?) e Isamu Yoshii (吉井勇?).
Nel 1917, verso la fine della prima guerra mondiale, Shimoi fece la conoscenza del generale Armando Diaz, che gli raccomandò di raccogliere notizie in prima linea per la scrittura letteraria. Andò al fronte come corrispondente di un giornale e presto si arruolò volontario nel Regio Esercito e prese parte alle operazioni di combattimento. In seguito divenne un Ardito, insegnando ai suoi commilitoni l'arte del karate. Partecipò alla battaglia del solstizio, alla battaglia di Vittorio Veneto e ad altre battaglie. Mentre era a Trento, la guerra finì, dopo di che tornò a Napoli.
Dopo la guerra Shimoi funse da collegamento, trasportandone segretamente le lettere, tra Gabriele D'Annunzio, reggente di Fiume, e Benito Mussolini, all'epoca a capo dei Fasci italiani di combattimento e direttore de Il Popolo d'Italia, sfruttando il suo passaporto diplomatico che gli permetteva una grande libertà di movimento. Shimoi era, tra l'altro, tra coloro che per primi seguirono il poeta abruzzese nell'impresa fiumana. D'Annunzio soprannominò Shimoi "camerata Samurai" e "samurai di Fiume". Insieme promossero ed organizzarono il volo propagandistico Roma-Tokyo terminato dall'aviatore Arturo Ferrarin.
Ritornato a Napoli fondò, nel 1920, la rivista di letteratura giapponese Sakura, che sarà edita sino al marzo dell'anno seguente, per un totale di cinque numeri. Nel 1922 partecipò alla marcia su Roma.
Nel 1934 fece da interprete, durante la sua permanenza in Italia, a Jigorō Kanō, fondatore del judo. Le interviste concesse da Kanō furono una spinta fondamentale per lo sviluppo di questa disciplina in Italia.
Ritornato in patria, Shimoi aiutò l'ambasciata italiana di Tokyo a fermare il supporto all'Etiopia delle associazioni di destra giapponesi durante la guerra d'Etiopia e contribuì all'avvicinamento politico fra Italia fascista e Giappone imperiale (che culminerà nel 1940 con la firma del patto tripartito). Shimoi fu uno dei più noti sostenitori giapponesi del fascismo, intravedendo l'analogia tra i principi fascisti e quelli tipici della propria cultura, e in particolare del bushidō, egli sosteneva che il fascismo fosse una conseguenza naturale del risorgimento e che il suo ruolo fosse quello di "movimento spirituale" che rendesse gli italiani un'unità con la loro nazione. Sostenitore del fascismo, Shimoi non fu fascista in Giappone, considerando il movimento come prettamente italiano.
Deluso dall'esito della seconda guerra mondiale, Shimoi si allontanò dalla politica e nel secondo dopoguerra conobbe e divenne amico di Indro Montanelli, giunto in Giappone per dei reportage e per il quale fece da guida nel suo paese natio.
Ritiratosi a vita privata, morì nel 1954.

### Attività letteraria
Shimoi tradusse numerose opere dal giapponese all'italiano e viceversa. Dal giapponese tradusse tra gli altri i poeti Akiko Yosano e Matsuo Bashō, mentre tra gli autori italiani da lui tradotti figurano D'Annunzio e Dante. Per il sommo poeta, Shimoi promosse nel 1920 addirittura la costruzione di un tempio a lui dedicato a Tokyo.
Oltre che traduttore Shimoi fu egli stesso poeta. Sua opera fu Shinto Ponpeo o tou tame ni, dedicata alle rovine della città romana di Pompei.

## Opere
- Shinto Ponpeo o tou tame ni, 1926.
- La guerra Italiana vista da un giapponese, Napoli, libreria della Diana, 1919.

## Nella cultura di massa
- Nella serie televisiva M - Il figlio del secolo di Joe Wright del 2025 Shimoi è interpretato da Taiyo Yamanouchi.